# 渡邊洋人
渡邉 洋人（わたなべ ひろと、1994年9月21日 - ）は、ジャパンラグビーリーグワン清水建設江東ブルーシャークスに所属するラグビー選手。

## プロフィール
- 神奈川県横浜市出身。
- ポジションはロック(LO)。
- 身長 184 cm、体重 102 kg
- ニックネームはなべ。

## 略歴
2013年、公文国際学園高校卒業後、筑波大学に入る。
2017年、筑波大学卒業後、清水建設ブルーシャークス(現・清水建設江東ブルーシャークス)に加入。